# Ausztria az 1972. évi téli olimpiai játékokon
Ausztria a japán Szapporóban megrendezett 1972. évi téli olimpiai játékok egyik részt vevő nemzete volt. Az országot az olimpián 8 sportágban 40 sportoló képviselte, akik összesen 5 érmet szereztek.

## Érmesek
| Érem  | Versenyző             | Sportág     | Versenyszám          |
| ----- | --------------------- | ----------- | -------------------- |
| Arany | Beatrix Schuba        | Műkorcsolya | Női egyéni           |
| Ezüst | Annemarie Moser-Pröll | Alpesisí    | Női lesiklás         |
| Ezüst | Annemarie Moser-Pröll | Alpesisí    | Női óriás-műlesiklás |
| Bronz | Heini Messner         | Alpesisí    | Férfi lesiklás       |
| Bronz | Wiltrud Drexel        | Alpesisí    | Női óriás-műlesiklás |

## Alpesisí
Férfi
| Versenyző          | Versenyszám      | Selejtező | Selejtező | Döntő    | Döntő    | Döntő         | Döntő         | Döntő      | Döntő      |
| Versenyző          | Versenyszám      | Selejtező | Selejtező | 1. futam | 1. futam | 2. futam      | 2. futam      | Összesítés | Összesítés |
| Versenyző          | Versenyszám      | Idő       | Hely.     | Idő      | Hely.    | Idő           | Hely.         | Idő        | Helyezés   |
| ------------------ | ---------------- | --------- | --------- | -------- | -------- | ------------- | ------------- | ---------- | ---------- |
| Werner Bleiner     | Óriás-műlesiklás |           |           | 1:34,18  | 15.      | 1:41,78       | 22.           | 3:15,96    | 18.        |
| Karl Cordin        | Lesiklás         |           |           |          |          |               |               | 1:53,32    | 7.         |
| Josef Loidl        | Lesiklás         |           |           |          |          |               |               | 1:53,71    | 9.         |
| Josef Loidl        | Műlesiklás       | 1:44,27   | 9.        | 58,60    | 20.      | nem ért célba | nem ért célba | kiesett    | kiesett    |
| Josef Loidl        | Óriás-műlesiklás |           |           | 1:36,26  | 25.      | 1:38,39       | 7.            | 3:14,65    | 12.        |
| Alfred Matt        | Műlesiklás       | kizárták  | kizárták  | 58,44    | 19.      | 55,24         | 12.           | 1:53,68    | 14.        |
| Heini Messner      | Lesiklás         |           |           |          |          |               |               | 1:52,40    |            |
| Reinhard Tritscher | Lesiklás         |           |           |          |          |               |               | 1:58,05    | 31.        |
| Reinhard Tritscher | Műlesiklás       | 1:44,06   | 7.        | 59,43    | 22.      | kizárták      | kizárták      | kiesett    | kiesett    |
| Reinhard Tritscher | Óriás-műlesiklás |           |           | 1:32,51  | 5.       | 1:39,88       | 14.           | 3:12,39    | 8.         |
| David Zwilling     | Műlesiklás       | kiemelt   | kiemelt   | 57,30    | 11.      | 54,67         | 8.            | 1:51,97    | 7.         |
| David Zwilling     | Óriás-műlesiklás |           |           | 1:32,34  | 4.       | 1:39,98       | 15.           | 3:12,32    | 7.         |

Női
| Versenyző             | Versenyszám      | 1. futam      | 1. futam      | 2. futam | 2. futam | Összesítés    | Összesítés    |
| Versenyző             | Versenyszám      | Idő           | Hely.         | Idő      | Hely.    | Idő           | Helyezés      |
| --------------------- | ---------------- | ------------- | ------------- | -------- | -------- | ------------- | ------------- |
| Wiltrud Drexel        | Műlesiklás       | nem ért célba | nem ért célba | kiesett  | kiesett  | kiesett       | kiesett       |
| Wiltrud Drexel        | Óriás-műlesiklás |               |               |          |          | 1:32,35       |               |
| Gertrud Gabl          | Műlesiklás       | 47,80         | 11.           | kiesett  | kiesett  | nem ért célba | nem ért célba |
| Gertrud Gabl          | Óriás-műlesiklás |               |               |          |          | nem ért célba | nem ért célba |
| Monika Kaserer        | Lesiklás         |               |               |          |          | 1:42,59       | 30.           |
| Monika Kaserer        | Műlesiklás       | 47,59         | 9.            | 46,77    | 5.       | 1:34,36       | 7.            |
| Monika Kaserer        | Óriás-műlesiklás |               |               |          |          | 1:33,42       | 13.           |
| Annemarie Moser-Pröll | Lesiklás         |               |               |          |          | 1:37,00       |               |
| Annemarie Moser-Pröll | Műlesiklás       | 47,20         | 6.            | 46,83    | 6.*      | 1:34,03       | 5.            |
| Annemarie Moser-Pröll | Óriás-műlesiklás |               |               |          |          | 1:30,75       |               |
| Bernadette Rauter     | Lesiklás         |               |               |          |          | 1:39,84       | 9.            |
| Brigitte Totschnig    | Lesiklás         |               |               |          |          | 1:40,73       | 15.*          |

* - egy másik versenyzővel azonos eredményt ért el

## Bob
| Versenyző                                                         | Versenyszám | 1. futam | 1. futam | 2. futam | 2. futam | 3. futam | 3. futam | 4. futam | 4. futam | Összesítés | Összesítés |
| Versenyző                                                         | Versenyszám | Idő      | Hely.    | Idő      | Hely.    | Idő      | Hely.    | Idő      | Hely.    | Idő        | Helyezés   |
| ----------------------------------------------------------------- | ----------- | -------- | -------- | -------- | -------- | -------- | -------- | -------- | -------- | ---------- | ---------- |
| Herbert Gruber Josef Oberhauser                                   | Kettes      | 1:16,48  | 6.       | 1:16,34  | 5.       | 1:14,44  | 9.       | 1:14,34  | 6.       | 5:01,60    | 8.         |
| Werner Delle Karth Fritz Sperling                                 | Kettes      | 1:16,99  | 10.      | 1:17,91  | 18.      | 1:15,84  | 20.      | 1:14,61  | 8.       | 5:05,35    | 13.        |
| Herbert Gruber Utz Chwalla Josef Eder Josef Oberhauser            | Négyes      | 1:11,20  | 4.       | 1:12,46  | 10.*     | 1:11,11  | 8.*      | 1:11,00  | 5.       | 4:45,77    | 6.         |
| Werner Delle Karth Werner Moser Walter Delle Karth Fritz Sperling | Négyes      | 1:11,58  | 8.       | 1:12,46  | 10.*     | 1:11,16  | 10.      | 1:11,46  | 10.      | 4:46,66    | 7.         |

* - egy másik csapattal azonos eredményt ért el

## Északi összetett
| Versenyző    | Síugrás | Síugrás | Sífutás | Sífutás | Sífutás | Összesítés | Összesítés |
| Versenyző    | Pont    | Hely.   | Idő     | Pont    | Hely.   | Pont       | Helyezés   |
| ------------ | ------- | ------- | ------- | ------- | ------- | ---------- | ---------- |
| Ulli Öhlböck | 150,9   | 33.     | 53:59,5 | 169,810 | 35.*    | 320,710    | 37.        |

* - egy másik versenyzővel azonos eredményt ért el

## Gyorskorcsolya
Férfi
| Versenyző        | Versenyszám | Eredmény | Helyezés |
| ---------------- | ----------- | -------- | -------- |
| Otmar Braunecker | 500 m       | 42,14    | 23.      |
| Otmar Braunecker | 1500 m      | 2:14,88  | 31.      |

## Műkorcsolya
| Versenyző      | Versenyszám  | Kötelező elemek   | Kötelező elemek | Kűr               | Kűr   | Összesítés                     | Összesítés                     | Összesítés                     | Összesítés                     | Összesítés                     | Összesítés                     | Összesítés                     | Összesítés                     | Összesítés                     | Összesítés        | Összesítés        | Összesítés  | Összesítés | Összesítés |
| Versenyző      | Versenyszám  | Kötelező elemek   | Kötelező elemek | Kűr               | Kűr   | Helyezési pontszámok bírónként | Helyezési pontszámok bírónként | Helyezési pontszámok bírónként | Helyezési pontszámok bírónként | Helyezési pontszámok bírónként | Helyezési pontszámok bírónként | Helyezési pontszámok bírónként | Helyezési pontszámok bírónként | Helyezési pontszámok bírónként | Több. hely. száma | Több. hely. össz. | Hely. össz. | Pont       | Helyezés   |
| Versenyző      | Versenyszám  | Több. hely. száma | Hely.           | Több. hely. száma | Hely. | 1                              | 2                              | 3                              | 4                              | 5                              | 6                              | 7                              | 8                              | 9                              | Több. hely. száma | Több. hely. össz. | Hely. össz. | Pont       | Helyezés   |
| -------------- | ------------ | ----------------- | --------------- | ----------------- | ----- | ------------------------------ | ------------------------------ | ------------------------------ | ------------------------------ | ------------------------------ | ------------------------------ | ------------------------------ | ------------------------------ | ------------------------------ | ----------------- | ----------------- | ----------- | ---------- | ---------- |
| Günter Anderl  | Férfi egyéni | 6×14+             | 14.             | 9×16+             | 16.   | 16,0                           | 15,0                           | 16,0                           | 15,0                           | 15,0                           | 15,0                           | 15,0                           | 16,0                           | 15,0                           | 6×15+             | 90,0              | 138,0       | 2313,6     | 15.        |
| Beatrix Schuba | Női egyéni   | 9×1+              | 1.              | 5×7+              | 7.    | 1,0                            | 1,0                            | 1,0                            | 1,0                            | 1,0                            | 1,0                            | 1,0                            | 1,0                            | 1,0                            | 9×1+              | 9,0               | 9,0         | 2751,5     |            |
| Sonja Balun    | Női egyéni   | 9×17+             | 17.             | 6×17+             | 17.   | 17,0                           | 18,0                           | 17,0                           | 17,0                           | 16,0                           | 16,0                           | 17,0                           | 14,0                           | 16,0                           | 8×17+             | 130,0             | 148,0       | 2260,6     | 17.        |

## Sífutás
Férfi
| Versenyző                                                  | Versenyszám     | Eredmény      | Helyezés      |
| ---------------------------------------------------------- | --------------- | ------------- | ------------- |
| Josef Hauser                                               | 30 km           | nem ért célba | nem ért célba |
| Herbert Wachter                                            | 15 km           | 49:44,13      | 42.           |
| Herbert Wachter                                            | 30 km           | 1:44:45,67    | 33.           |
| Heinrich Wallner                                           | 15 km           | 49:17,97      | 38.           |
| Heinrich Wallner                                           | 30 km           | 1:48:05,42    | 48.           |
| Herbert Wachter Josef Hauser Ulli Öhlböck Heinrich Wallner | 4 × 10 km váltó | nem ért célba | nem ért célba |

## Síugrás
| Versenyző        | Versenyszám | 1. ugrás | 1. ugrás | 1. ugrás | 2. ugrás | 2. ugrás | 2. ugrás | Összesítés | Összesítés |
| Versenyző        | Versenyszám | Távolság | Pont     | Hely.    | Távolság | Pont     | Hely.    | Pont       | Helyezés   |
| ---------------- | ----------- | -------- | -------- | -------- | -------- | -------- | -------- | ---------- | ---------- |
| Reinhold Bachler | Normálsánc  | 73,5     | 100,3    | 36.*     | 73,5     | 101,3    | 24.      | 201,6      | 29.*       |
| Reinhold Bachler | Nagysánc    | 88,5     | 88,9     | 30.      | 89,5     | 90,3     | 19.      | 179,2      | 24.        |
| Max Golser       | Normálsánc  | 73,0     | 95,5     | 44.      | 73,5     | 100,3    | 27.      | 195,8      | 36.        |
| Max Golser       | Nagysánc    | 86,0     | 84,9     | 35.      | 78,0     | 68,7     | 48.      | 153,6      | 43.        |
| Rudi Wanner      | Normálsánc  | 77,0     | 104,4    | 29.      | 74,0     | 100,6    | 26.      | 205,0      | 26.        |
| Rudi Wanner      | Nagysánc    | 79,0     | 69,6     | 47.      | 83,0     | 82,7     | 34.      | 152,3      | 46.        |

* - egy másik versenyzővel azonos eredményt ért el

## Szánkó
| Versenyző                     | Versenyszám | 1. futam | 1. futam | 2. futam | 2. futam | 3. futam | 3. futam | 4. futam | 4. futam | Összesítés | Összesítés |
| Versenyző                     | Versenyszám | Idő      | Hely.    | Idő      | Hely.    | Idő      | Hely.    | Idő      | Hely.    | Idő        | Helyezés   |
| ----------------------------- | ----------- | -------- | -------- | -------- | -------- | -------- | -------- | -------- | -------- | ---------- | ---------- |
| Josef Feistmantl              | Férfi egyes | 53,18    | 10.      | 53,11    | 9.       | 52,52    | 13.      | 52,51    | 11.      | 3:31,32    | 10.        |
| Franz Schachner               | Férfi egyes | 54,67    | 23.      | 54,38    | 24.      | 53,40    | 24.      | 53,17    | 18.      | 3:35,62    | 23.        |
| Manfred Schmid                | Férfi egyes | 53,06    | 7.       | 52,80    | 8.       | 52,19    | 7.       | 52,00    | 6.       | 3:30,05    | 7.         |
| Rudolf Schmid                 | Férfi egyes | 54,33    | 20.      | 53,93    | 18.      | 52,74    | 17.      | 52,76    | 14.      | 3:33,76    | 16.        |
| Margit Graf                   | Női egyes   | 46,89    | 16.      | 46,92    | 18.      | 46,25    | 15.      | 46,23    | 19.      | 3:06,29    | 16.        |
| Antonia Mayr                  | Női egyes   | 46,15    | 12.      | 46,36    | 11.      | 45,97    | 11.      | 46,12    | 17.      | 3:04,60    | 14.        |
| Angelika Schafferer           | Női egyes   | 46,00    | 11.      | 46,41    | 13.*     | 45,94    | 10.      | 45,71    | 14.      | 3:04,06    | 11.        |
| Manfred Schmid Ewald Walch    | Kettes      | 44,92    | 7.       | 44,83    | 6.       |          |          |          |          | 1:29,75    | 7.         |
| Rudolf Schmid Franz Schachner | Kettes      | 45,37    | 10.      | 45,31    | 9.*      |          |          |          |          | 1:30,68    | 9.*        |

* - egy másik versenyzővel azonos eredményt ért el